# 1619-projektet
1619-projektet (engelsk: The 1619 Project) er et dybdeborende journalistikprojekt udviklet af Nikole Hannah-Jones og publiceret af The New York Times. Projektet er skrevet i samarbejde med forskellige forfattere fra The New York Times og The New York Times Magazine, og har til formål at "omformulere landets historie ved at placere konsekvenserne af slaveri og bidrag fra sorte amerikanere i centrum af USAs nationale fortælling". Projektet blev første gang offentliggjort i The New York Times Magazine i august 2019 i anledning af 400-året for ankomsten af de første afrikanske slaver til den engelske koloni Virginia. Projektet omfattede senere andre artikelgenrer, live events og en podcast.
Projektet har udløst kritik og debat blandt fremtrædende historikere og politiske kommentatorer. I et brev offentliggjort i The New York Times i december 2019 udtrykte historikerne Gordon S. Wood, James M. McPherson, Sean Wilentz, Victoria Bynum og James Oakes "stærke forbehold" over for projektet og anmodede om faktuelle rettelser og beskyldte projektet for at sætte ideologi før historisk forståelse. Jake Silverstein, redaktøren for The New York Times Magazine, forsvarede efterfølgende korrektheden af 1619-projektet og nægtede at udstede korrektioner. I marts 2020 udsendte The New York Times en "afklaring", der ændrede en af de passager, der i særlig grad havde udløst debat. Denne passage påstod, at slaveri havde været en af de primære årsager til den amerikanske uafhængighedskrig, hvilket forskellige historikere havde betvivlet rigtigheden af. The Times forsvarede grundlæggende denne historiske udlægning, omend de korrigerede passagen, så det blev tydeliggjort, at dette ikke havde været en motivationsfaktor for alle, men kun "nogle kolonister".
Den 4. maj 2020 annoncerede komitéen for Pulitzerprisen, at Nikole Hannah-Jones ville få tildelt en pris for sit indledende essay til 1619-projektet.
I september 2020 opstod endnu en kontrovers over projektet, da nogle redigeringer blev foretaget til projektet uden ledsagende redaktionelle noter. Bret Stephens fra The New York Times hævdede i denne forbindelse, at det viste, at New York Times forsøgte at lægge afstand til nogle af projektets mere kontroversielle påstande. The New York Times forsvarede efterfølgende sin praksis.

## Baggrund
1619-projektet blev lanceret i august 2019 i anledning af 400-året for ankomsten af de første afrikanske slaver til den engelske koloni Virginia. I 1619 ankom en gruppe ("tyve eller lignende") afrikanere i fangenskab til kolonien i Virginia. Et hollandsk-opereret skib, White Lion, transporterede 20-30 afrikanere, der var blevet taget til fange i forbindelse med et fælles afrikansk-portugisisk angreb mod Kongeriget Ndongo i nutidens Angola. Skibet lagde til ved Point Comfort i den engelske koloni Virginia.
Selvom 1619-projektet placerer dette øjeblik i USA's kolonihistorie, som traditionelt er forbundet med slaveri, har nogle stillet spørgsmålstegn ved hvorvidt dem, der ankom i 1619, var slaver. Disse kritikere understreger, at der på dette tidspunkt blev dannet samfund, som bestod af en blanding af indfødte og folk med engelsk og afrikansk herkomst. Andre kritikere har påpeget, at de første afrikanske slaver ankom til Nordamerika i 1526 og at europæisk slaveri i Nordamerika kan dokumenteres tilbage til Columbus i 1494, muligvis så tidligt som i 1493.

## Projektet
Projektet dedikerede spalteplads til en ny undersøgelse af arven fra slaveri i USA, og udfordrede tanken om, at USA historie begyndte i 1776 eller med pilgrimernes ankomst. Initiativet voksede hurtigt ud til et større projekt. Projektet omfatter flere udgaver med tilhørende materiale i flere andre publikationer i The New York Times samt en projektplan. Projektet beskæftigede et panel af historikere og havde støtte fra Smithsonian Institution, som bl.a. kontrollerede fakta og støttede med forskning og udvikling. Det var tiltænk, at næsten alle projektets bidragsydere skulle være afroamerikanere, således de afroamerikanske perspektiver ville blive et væsentligt element i den historie, der ville blive fortalt.

### Den første udgave d. 14. august 2019
Den første udgave, der optrådte i The New York Times Magazine den 14. august 2019, udgjorde 100 sider med ti essays, et foto-essay og en samling digte og fiktion af yderligere 16 forfattere. Introduktionen, af Jake Silverstein, omfattede følgende værker:
- "America Wasn't a Democracy Until Black Americans Made It One", essay by Nikole Hannah-Jones
- "American Capitalism Is Brutal. You Can Trace That to the Plantation", essay by Matthew Desmond
- "How False Beliefs in Physical Racial Difference Still Live in Medicine Today", essay by Linda Villarosa
- "What the Reactionary Politics of 2019 Owe to the Politics of Slavery", essay by Jamelle Bouie
- "Why Is Everyone Always Stealing Black Music?", essay by Wesley Morris
- "How Segregation Caused Your Traffic Jam", essay by Kevin Kruse
- "Why Doesn't America Have Universal Healthcare? One Word: Race", essay by Jeneen Interlandi
- "Why American Prisons Owe Their Cruelty to Slavery", essay by Bryan Stevenson
- "The Barbaric History of Sugar in America", essay by Khalil Gibran Muhammad
- "How America's Vast Racial Wealth Gap Grew: By Plunder", essay by Trymaine Lee
- "Their Ancestors Were Enslaved by Law. Now They're Lawyers", photo essay by Djeneba Aduayom, with text from Nikole Hannah-Jones and Wadzanai Mhute
- "A New Literary Timeline of African-American History", a collection of original poems and stories

En af de centrale påstande fremsat af Hannah-Jones var, at kolonisterne kæmpede uafhængighedskrigen for at bevare slaveri. Denne påstand blev senere blødgjort således påstanden kun lød, at "nogle af" kolonisterne havde kæmpet for at bevare slaveri. De forskellige essays diskuterer forskellige aspekter og detaljer om historien såvel som det moderne amerikanske samfund, såsom trafikpropper og sukker og deres forbindelser til slaveri og segregering. Matthew Desmonds essay hævder, at slaveri har formet moderne kapitalisme og arbejdspladsnormer. Jamelle Bouies essay trækker paralleller mellem pro-slaveripolitik og den moderne højreorienterede politik. Bouie hævder, at USA stadig ikke har sluppet den iboende antagelse og forestilling om, at nogle mennesker fortjener mere magt end andre.

### Ledsagende materiale og aktiviteter
Magasinudgaven blev ledsaget af en særlig sektion i søndagsavisen i samarbejde med Smithsonian, skrevet af Mary Elliott og Jazmine Hughes, der undersøgte begyndelsen på den transatlantiske slavehandel. Begyndende den 20. august blev der lanceret en podcast med flere episoder med titlen "1619", udgivet af The Daily. Søndagssportsafsnittet havde et essay om slaveriets indflydelse på professionel sport i USA: "Is Slavery's Legacy in the Power Dynamics of Sports?". The New York Times planlægger, at projektet skal videreføres til skoler med det såkaldte "1619 Project Curriculum" udviklet i samarbejde med Pulitzer Center. Hundredtusinder af ekstra eksemplarer af magasinudgaven blev trykt til distribution til skoler, museer og biblioteker.
Pulitzer Centeret har stillet gratis online lektionsplaner til rådighed, og hjælper med at arrangere forelæsninger og besøg for interesserede skoler og klasser. Pulitzer Centret påpeger, at de fleste lektioner er brugbare for alle klasse i grundskole og college.

## Modtagelse og kritik

### Reaktion fra historikere
Begyndende i oktober 2019 offentliggjorde World Socialist Web Site en række interviews med fremtrædende historikere, der var kritiske over for 1619-projektet, herunder Victoria E. Bynum, James M. McPherson, Gordon S. Wood, James Oakes, Richard Carwardine og Clayborne Carson. I et essay til The New York Review of Books beskyldte historikeren Sean Wilentz 1619-projektet for en kynisk skildring af den amerikanske revolution, borgerkrigen og Abraham Lincoln, som Wilentz skrev, var "gengivet som hvidt overherredømme".
I et brev fra december 2019, der blev offentliggjort i The New York Times, udtrykte historikerne Gordon S. Wood, James M. McPherson, Sean Wilentz, Victoria Bynum og James Oakes "stærke forbehold" over for projektet og anmodede om faktiske rettelser. Samtidig beskyldte historikerne forfatterne af 1619-prokektet for, at "fordreje historisk forståelse med ideologi". Brevet bestred konkret påstanden, der blev fremsat i Hannah-Jones' indledende essay til 1619-projektet, om at "en af de primære årsager til, at kolonisterne besluttede at erklære deres uafhængighed fra Storbritannien, var fordi de ønskede at beskytte institutionen bag slaveriet". The New York Times offentliggjorde brevet sammen med et svar fra magasinets chefredaktør, Jake Silverstein, der forsvarede nøjagtigheden af 1619-projektet og nægtede at udstede korrektioner. Gordon S. Wood svarede i et brev, at han ikke kender ”nogen kolonist, der sagde, at de ønskede uafhængighed for at bevare deres slaver . . . Ingen kolonist udtrykte bekymring over, at moderlandet [Storbritannien] var ude på at afskaffe slaveri i 1776." Storbritannien afskaffede først slaveri i størstedelen af dens kolonier knap 60 år efter den amerikanske uafhængighedserklæring i forbindelse med den såkaldte Slavery Abolition Act fra 1833. I en artikel i The Atlantic reagerede Wilentz ligeledes på Silversteins svar og skrev: "Intet forsøg på at uddanne offentligheden og fremme social retfærdighed har råd til at undlade at respektere grundlæggende fakta" og bestred yderligere den faktiske nøjagtighed i Silversteins forsvar af 1619-projektet.
I december 2019 sendte tolv professorer og akademiske medarbejdere med speciale i den amerikanske borgerkrig et brev til The New York Times, hvori de konkluderede, at "1619-projektet tilbyder et historisk begrænset syn på slaveri". De var enige i vigtigheden af at undersøge amerikansk slaveri, men protesterede mod det, som de beskrev som skildringen af slaveri som et unikt amerikansk fænomen. Her protesterede de bl.a. mod 1619-projektets fortolkning af slaveri som en integreret del af kapitalisme, ligesom de kritiserede projektets brug af citater. Brevet kritiserede, at nogle citater blev præsenteret uden for kontekst – eksempelvis en samtale mellem Abraham Lincoln og "fem værdsatte frie sorte mænd". Jake Silverstein, redaktør ved The New York Times, besvarede efterfølgende brevet.
I januar 2020 gjorde historikeren Dr. Susan Parker — der har specialiseret sig i studier om kolonitidens Amerika på Flagler College — opmærksom på, at der eksisterede slaveri før nogen af de oprindelige 13 kolonier. Hun skrev i en leder i The St. Augustine Record, at "Forliget kendt som San Miguel de Gualdape varede i cirka seks uger fra slutningen af september 1526 til midten af november. Historikeren Paul Hoffman skriver, at slaverne ved San Miguel gjorde oprør og satte ild til nogle spaniernes hjem." I USA Today skrev adskillige historikere — blandt dem Parker, Kathleen A. Deagan og David Nolan — at slaveri var til stede årtier før året 1619. Ifølge Deagan har folk "brugt deres karriere på at rette op på den fejlagtige tro", og Nolan sagde, at forfatterne ved at ignorere den tidligere kolonisering i Amerika "frarøvede del af den sort historie".
I marts 2020 skrev historikeren Leslie M. Harris — der blev konsolideret i forbindelse med projektet tilblivelse — i Politico, at hun havde advaret om, at ideen om, at den amerikanske uafhængighedskrig blev kæmpet for at beskytte slaveri, var unøjagtig, og at The New York Times havde begået fejl, der kunne være undgået, men at projektet dog var "en tiltrængt korrektion på den alement anerkendte historie opfattelse". Hannah-Jones har også sagt, at hun står ved påstanden om, at slaveri var en af årsagerne til, at den amerikanske uafhængighedskrig blev kæmpet. Hun indrømmer dog samtidig, at hun måske havde formuleret det for stærkt i sit essay, således det kunne give læserne et indtryk af, at støtten til slaveri var universel. Den 11. marts 2020 skrev Silverstein en "opdatering" i form af en "afklaring" på The New York Times' hjemmeside, hvori Hannah-Jones' essay blev korrigeret, hvorved det fremgik, at "beskyttelse af slaveri var en primær motivationsfaktor for nogle af kolonisterne". Denne "afklaring" blev efter sigende gjort, idet Silverstein havde modtaget en privat advarsel Danielle Allen — forsker på Harvard — som truede med offentlig kritik, hvis den pågældende passage ikke blev rettet.
Historikeren Allen C. Guelzo har hævdet, at 1619-projektet ikke er historie, men at det er en konspirationsteori. Leslie M. Harris har kritiseret projektet for faktuelle fejl og unøjagtigheder.

#### Respons
I september 2020 kritiserede Nikole Hannah-Jones de konservative for deres skildring af projektet og argumenterede for, at deres kritik "ikke argumenterer for, at 1619 ikke er vores sande grundlæggelse". Forfatteren fra The Atlantic Conor Friedersdorf reagerede på Twitter ved at citere udsagn fra Hannah-Jones som hævdede, at 1619 var nationens sande grundlæggelse. Philip Magness sagde i et Quillette-essay, at påstanden om, at projektet havde til formål at "redefinere landets historie og forståelse af 1619 som vores sande grundlæggelse", var blevet fjernet fra åbningsteksten på projektsiden på New York Times' hjemmeside uden en ledsagende korrektionsmeddelelse. Magness hævdede, at dette viste, at The New York Times stille og roligt reviderede sin holdning. Den konservative gruppe, National Association of Scholars, offentliggjorde et brev med en anmodning om tilbagekaldelse af projektets Pulitzerpris.
Som svar på kritikken sagde Hannah-Jones, at argumentet om datering af grundlæggelsen til 1619 var indlysende metaforisk. I et indlæg i New York Times skrev Bret Stephens, "Dette var ikke mindre punkter. De slettede påstande var en del af projektets mest kontroversielle påstande og formål, 'at omformulere amerikansk historie ved at overveje, hvad det ville betyde at betragte 1619 som vores nations fødselsår'" og hævdede samtidig, at "Spørgsmålet om journalistisk praksis rejser imidlertid dybere tvivl om 1619-projektets premisser." Dette indlæg førte til interne spændinger i The New York Times og førte blandt andet til udtalelser fra The New York Times ansvarshavende redaktør, Dean Baquet, udgiver AG Sulzberger og New York Times Magazine redaktør Jake Silverstein, som alle støttede 1619-projektet. Som svar på kritik skrev Hannah-Jones på Twitter, "De, der har ønsket at opføre som om tweets/diskussioner om projektet har større vægt end projektets faktiske ord, kan ikke tages i god tro", og at "De, der peger på redigeringer af digitale blurbs, men ignorerer den uændrede tekst i det faktiske projekt kan ikke tages i god tro."

### Motiver til den amerikanske uafhængighedskrig
Størstedelen af de kontroverser, som 1619-projektet havde afstedkommet, var fokuseret om projektets påstand om, at "en af de primære grunde til, at kolonisterne besluttede at erklære deres uafhængighed fra Storbritannien, var fordi de ønskede at beskytte institutionen for slaveri". Ifølge professor Sean Wilentz fra Princeton University er påstanden om, at der var en "mærkbar britisk trussel mod amerikansk slaveri i 1776", en ahistorisk påstand, idet han bemærkede, at den britiske modstand mod slaveri i praksis var ikke-eksisterende i 1776. Wilentz kritiserede også projektets omtale af sagen "Somerset v Stewart", som belæg for denne påstand, da denne sag kun vedrørte slaveri i England og ikke havde nogen effekt i de amerikanske kolonier. Wilentz bemærkede endvidere, at projektets påstand om, at "hvis revolutionen havde forårsaget afslutningen på slavehandelen, ville dette have afstedkommet en vaklende økonomi for de amerikanske kolonier, både i Nord og Syd" var ensidigt gengivet. Således skildrede 1619-projektet ikke de mange forsøg på at forbyde eller indføre afgifter på slavehandel fra flere forskellige kolonier mellem 1769 til 1774. Flere historiker har endvidere kritiseret 1619-projektet for manglende skildring af, at flere af USA's grundlæggere (engelsk: Founding Fathers), såsom John Adams, James Otis og Thomas Paine, var imod slaveri. Kritikere har også bemærket, at alle stater nord for Maryland tog skridt mod at afskaffe slaveri efter den amerikanske uafhængighedskrig.
Til forsvar for projektets påstande hævdede Silverstein, at sagen "Somerset v Stewart" forårsagede en "sensation" i de amerikanske medier. Ifølge Wilentz blev beslutningen imidlertid kun rapporteret af seks aviser i de sydlige kolonier, og tonen i denne mediedækning var ubetydelig.

### Journalistisk reaktion
1619-projektet modtog positive anmeldelser af Alexandria Neason i Columbia Journalism Review  og af Ellen McGirt i Fortune, der blandt andet erklærede projektet "vidtrækkende og samarbejdsvilligt", "indsigtsfuldt" og en "dramatisk og nødvendigt korrektiv til den grundlæggende løgn i den amerikanske historie".
Andrew Sullivan kritiserede projektet som et vigtigt perspektiv, der skulle høres, men at projektet blev præsenteret på en partisk måde under dække af objektivitet. I The Week skrev Damon Linker, at 1619-projektets behandling af historien var "sensationalistisk, reduktionistisk og tendensiøs". Timothy Sandefur anså projektets mål som værdig, men bemærkede, at artiklerne vedvarende gik galt i forsøget på at forbinde alt med slaveri. I National Review skrev Phillip W. Magness, at projektet giver et forvrænget indtryk af historien lånt fra "dårlig litteratur" fra New History of Capitalism (NHC), og Rich Lowry skrev, at Hannah-Jones' essay udelader uvelkommen fakta om slaveri, udtværer revolutionen, fordrejer forfatningen og giver en forkert præsentation af tiden omkring revolutionen og Lincoln. World Socialist Web Site kritiserede, hvad dets redaktører betragter som The New York Times' reaktionære, politisk motiverede "forfalskning af historien", der fejlagtigt er centreret om en racemæssigkonflikt snarere end klassekonflikt. Adolph L. Reed Jr. kritiserede 1619-projektet som "tilegnelse af fortiden, så den støtter de historier om nutiden, der ønskes".

### Politisk reaktion
Projektet modtog forskellige reaktioner fra politiske personer. Den demokratiske senator Kamala Harris roste projektet i et tweet, som sagde: "# 1619Projektet er et stærkt og nødvendigt opgør med vores historie. Vi kan ikke forstå og tackle nutidens problemer uden at tale sandhed om, hvordan vi er kommet hertil."

Modsat kritiserede flere højt profilerede konservative 1619-projektet. Tidligere formand for Repræsentanternes Hus (Speaker of the House) Newt Gingrich kritiserede eksempelvis projektet i et tweet, hvori han blandt andet tilkendegav, at projektet forsøgte, at "hjernevask" folk og var udtryk for "propaganda". Gingrich skrev senere et indlæg, der karakteriserede 1619-projektet som "venstreorienteret propaganda, maskeret som 'sandheden' ". Den republikanske senator Ted Cruz sidestillede ligeledes projektet med propaganda. Præsident Donald Trump sagde i et interview på Fox News med Chris Wallace, at:
Jeg ser bare på — jeg ser på skolen. Jeg ser, jeg læser, jeg kigger på tingene. Nu vil de ændre — at Columbus opdagede Amerika i 1492. Du ved, vi voksede op, du voksede op, det gjorde vi alle, det var det, vi lærte. Nu vil de gøre det til 1619-projektet. Hvor kom det fra? Hvad repræsenterer det? Jeg ved det ikke engang.
I juli 2020 fremlagde den republikanske senator Tom Cotton fra Arkansas lovforslaget "Saving American History Act of 2020", der forbød skoler at bruge føderale midler på at undervise i materiale relateret til 1619-projektet. Endvidere fastlagde lovforslaget, at skoler ikke var berettigede til føderal bevillinger, hvis de underviste i sådan materiale. Cotton tilføjede, at "1619-projektet er en racistisk, splittende og revisionistisk beretning om historien, der truer Unionens integritet ved at benægte de sande principper, som den blev grundlagt på." Den 6. september 2020 svarede Trump på Twitter til en påstand om, at staten Californien ville tilføjede 1619-projektet til statens offentlige skoleplan. Trump erklærede, at Undervisningsministeriet (Department of Education) undersøgte sagen, og hvis ovennævnte påstand blev fundet sandt, ville føderal finansiering blive tilbageholdt fra Californiens offentlige skoler. Den 17. september annoncerede Trump 1776-kommissionen, som skulle udvikle en "patriotisk" læseplan.
I oktober 2020 offentliggjorde National Association of Scholars, en konservativ gruppe, et åbent brev med 21 underskrivere, der opfordrede komitéen bag Pulitzerprisen til at tilbagekalde Hannah-Jones' pris på grund af sin påstand om, at den primære motivationsfaktor for den amerikanske uafhængighedskrig var beskyttelse af institution bag slaveriet, som "der simpelthen ikke er noget bevis for".
I november 2020 etablerede daværende præsident Trump 1776-Kommissionen gennem et præsidentielt dekret, hvilket etablerede en gruppe på 18 personer, som havde til formål at lave en rapport, der skulle fungere som et modsvar til 1619-projektet. 1776-rapporten, der blev udgivet den 18. januar 2021, blev — ligesom 1619-projektet — kritiseret for faktuelle fejl, ufuldstændige eller manglende citater og manglende akademisk stringens. Kommissionen blev opsagt af præsident Joe Biden den 20. januar 2021.
Den 30. april 2021 sendte det amerikanske senats mindretalsleder Mitch McConnell et brev til uddannelsessekretær Miguel Cardona, hvori han opponerede mod Undervisningsministeriets forslag om at ændre føderale tilskud til delstater og skoler for at "tilskynde dem til at bruge værktøjer som 1619-projektet i deres klasseværelser". McConnell krævede samtidig, at forslaget blev opgives. McConnells brev anklagede sådanne programmer for at være designet til at have "en politiseret og splittende dagsorden" og bemærker, at "anerkendte historikere med forskellige politiske synspunkter havde påpeget projektets mange faktiske og historiske fejl."

### Priser
Skaberen af projektet, Nikole Hannah-Jones, fik tildelt en Pulitzerpris i 2020 for det indledende essay i 1619-projektet. Prisen ankerkendte bl.a. hendes "provokerende og personlige essay for det banebrydende 1619-projekt, der søger at placere afrikansk slaveri i centrum for den amerikanske historie, hvilket skaber offentlig debat om nationens grundlæggelse og udvikling".
I oktober 2020 udnævnte New York University's Arthur L. Carter Journalism Institute 1619-projektet til at være et af de 10 største journalistiske værker i årtiet fra 2010 til 2019.

## Yderligere læsning
- Jesuthasan, Meerabelle (10. september 2019). "Evaluating and Reshaping Timelines in The 1619 Project: New York Times for Kids Edition [lesson plans]". The New York Times.
- Magness, Phillip W. (2020). The 1619 Project: A Critique. American Institute for Economic Research. ISBN 978-1-63069-201-8.
- Mysore, Meghana (16. august 2019). "The New York Times Magazine Presents 'The 1619 Project' Onstage". Pulitzer Center.
- Schulte, Mark; Berk, Hannah; Mostoufi, Fareed (2019). "The 1619 Project: Pulitzer Center Education Programming". Pulitzer Center.
- Wood, Peter (2020). 1620: A Critical Response to the 1619 Project. Encounter Books. s. 264. ISBN 978-1641771245.

## Eksterne links
- Officiel hjemmeside
- Printudgave (2019 august). New York Times Magazine .
- Podcast-serie (2019 august – oktober).
- " The New York Times '1619-projekt ." World Socialist Web Site (2019-2020).
- " 1619 v. 1776 ", en debat mellem Leslie M. Harris og John McWhorter om Amerikas ægte grundlæggelse (via YouTube )
- "Video: Fringe History, Flawed Scholarship". National Association of Scholars. 3. februar 2021.

- " 1619-projektet udløser dialog og refleksion i skoler landsdækkende ." Pulitzer Center (20. december 2019).
- " 1619-projekt Arkiveret 8. marts 2021 hos  Wayback Machine ." Buffalo Public Schools (2019 december).
- " 1619-projektet og Chicago Public Schools ." Chicago Public Schools (17. september 2019).
- " Pulitzer Center on Crisis Reporting: 2019 Annual Report Arkiveret 7. juli 2021 hos  Wayback Machine ." Pulitzer Center (2020).
- " 'Din historie findes i lærebøgerne. Det er vores ikke. ' Buffalo skoler vedtager 1619-projektet . " WBFO . NPR (2020 januar 17).